# Polluted Inheritance
Polluted Inheritance est un groupe néerlandais de death metal technique, originaire de Terneuzen, actif entre 1989 et 2008. Le groupe était signé sur la major Metal Blade Records.

## Histoire
Le groupe est formé en août 1989 par le batteur Friso van Wijck et le bassiste Menno de Fouw (tous deux issus du groupe Sacrament précédemment dissous), ainsi que par les guitaristes Ronald Camonier et Erwin Wesdorp (précédemment dans Pollution). En 1990, le chanteur Jean-Paul Hoorman rejoint le groupe. Ensemble, ils enregistrent leurs deux premières cassettes démo. L'année suivante, le groupe publie cette première démo, qui contient six chansons, sous le titre de Afterlife. Ils attirent l'attention de West Virginia Records, avec qui ils signent un contrat avec le groupe. Le groupe figure à la fois sur la compilation No Control... About Your Feelings de DSFA Records et sur la compilation Cries of the Unborn de West Virginia Records. Sur cette dernière, le groupe était représenté par cinq des six chansons de la démo Afterlife. En 1992, le chanteur Hoorman quitte le groupe et c'est le guitariste Ronald Camonier qui reprend le rôle de chanteur.
En septembre 1992, le groupe enregistre son premier album appelé Ecocide et le sort la même année,. Peu après la sortie de l'album, le label West Virginia Records fait faillite, laissant le groupe à nouveau sans le soutien d'un label. Au cours des années suivantes, le groupe travaille sur du nouveau matériel et publie une nouvelle démo en avril 1994. Des chansons de cette démo sont incluses dans la compilation Paradise of the Underground de DSFA Records. Au fil des années, Polluted Inheritance joue avec de nombreux groupes comme Sodom, Antropomorphia, Phlebotomized, Sick of It All, Ancient Rites Sadist, Gorefest, Dead Head, Suffocation, Chemical Breath, Acrostichon, The Gathering ou S.O.B.
En 1996, le groupe signe un contrat avec DSFA Records. En avril, l'album Betrayed sort,. À la fin de l'année, quelques concerts suivent avec le groupe néerlandais Orphanage. Peu après la sortie de l'album, le groupe se sépare à nouveau de son label. Au cours des années suivantes, le groupe développe de nouveaux morceaux et enregistre l'album Into Darkness en janvier 2001. En avril 2001, le bassiste Menno de Fouw fait son dernier concert à Flessingue, aux Pays-Bas. Un mois plus tard, il est remplacé par Steven Vrieswijk. Quelques mois plus tard, le groupe obtient un contrat avec Rokarola Records. En novembre 2001, Into Darkness sort sous ce label. Le 31 août 2008, le groupe annonce sa séparation sur son blog Myspace.

## Discographie
- 1991 : After Life (démo)
- 1992 : Ecocide (album, West Virginia Records)
- 1994 : Demo 94 (démo)
- 1996 : Betrayed (album, DSFA Records)
- 2001 : Into Darkness (album, Rokarola Records)